# Savigny-sur-Aisne
Savigny-sur-Aisne é uma comuna francesa na região administrativa de Grande Leste, no departamento das Ardenas. Estende-se por uma área de 10,41 km². Em 2010 a comuna tinha 386 habitantes (densidade: 37,1 hab./km²).